# Wilhelm I. (Montferrat)
Wilhelm I. Markgraf von Mon(t)ferrat (ital. Guglielmo del Monferrato; † vor 933) war ein oberitalienischer Graf westfränkischer Herkunft und der Stammvater der nach seinem Sohn Aleram benannten Aleramiden, der Markgrafen (bis 1305) von Montferrat.
Über Wilhelm sind nur wenige historische Daten bekannt. Da sein Sohn erstmals 933 als Graf (comes) belegt ist und einer Urkunde von 961 zufolge auch Wilhelm diesen Titel geführt hatte, nimmt man an, dass Wilhelm vor 933 starb und dem Sohn diesen Titel vererbte. Aleram bekannte sich zum Salischen Recht, die Familie dürfte deshalb westfränkischer Herkunft gewesen sein.
Einer Urkunde Ottos I. vom 23. März 967 lässt sich entnehmen, dass auch Wilhelm schon Besitzungen in Norditalien hatte, da die Urkunde dem Sohn teils ererbte und teils erworbene Besitzungen in Montferrat und in Grafschaften von Turin, Vercelli, Asti, Acqui, Savona, Parma, Cremona und Bergamo bestätigt.
Eine Urkunde von 924 erwähnt einen Grafen Wilhelm zusammen mit drei weiteren norditalienischen Magnaten – dem Erzbischof Lambert von Mailand, dem Grafen Giselbert von Bergamo und dem Grafen Samson – als Vertraute (dilectissimi fideles) König Rudolfs II. von Italien, die sich beim König für Bischof Guido von Piacenza verwandten. Da die drei Grafen auch als „illustres comites“ bezeichnet werden, außer dem Vater Alerams in der fraglichen Zeit aber kein Graf mit Namen Wilhelm in Oberitalien bekannt ist, nimmt man an, dass es sich hierbei um Wilhelm von Montferrat handelte.
Aufgrund seiner mutmaßlichen Zugehörigkeit zu diesem illustren Kreis der Unterstützer Rudolfs, von denen Erzbischof Lambert und Graf Samson zu denjenigen Granden gehörten, die Rudolf gegen Berengar I. zur Königskrone verholfen hatten, nimmt man an, dass Wilhelm möglicherweise auch mit jenem Wilhelm identisch sein könnte, der nach Darstellung der Gesta Berengarii (zwischen 915 und 924) schon 888/889 mit 300 Bewaffneten aus dem Frankenreich nach Italien kam, um Herzog Guido von Spoleto gegen Berengar I. Unterstützung zu leisten.